# Declaración de Ámsterdam

Logo Humanista humano feliz, versión blanco y dorado.

La Declaración de Ámsterdam, es un texto en el que se establecen los principios fundamentales del Humanismo moderno aprobado por unanimidad por la Asamblea General de la International Humanist and Ethical Union (IHEU) en el 50.º Congreso Mundial Humanista de 2002.

## Firmantes
La declaración se encuentra apoyada oficialmente por todos los miembros de la IHEU, entre los que se encuentran:
- American Humanist Association
- British Humanist Association
- Humanist Canada
- Council of Australian Humanist Societies
- Council for Secular Humanism
- Gay and Lesbian Humanist Association
- Human-Etisk Forbund, asociación humanista noruega
- Humanist Association of Ireland
- Indian Humanist Union
- Philippine Atheists and Agnostics Society
- Bogotá Atea
- Humansitas Guatemala
- Humanistas Puerto Rico
- Sociedad Secular Humanista - Perú

En la página de la IHEU puede verse el listado completo de asociaciones
Esta declaración hace uso exclusivo de los términos Humanista y Humanismo, lo cual es consistente con la práctica general de la IHEU y  las recomendaciones para la promoción de una identidad humanista unificada.
Para promover aún más la identidad humanista, a estas palabras se las libra de cualquier adjetivo, según lo recomendado por los miembros prominentes de la IHEU. Este uso no es universal entre las organizaciones miembros IHEU, aunque la mayoría de ellos observan estas convenciones.

## Sumario de principios humanistas
Los fundamentos del humanismo moderno son :
- El humanismo es ético
- El humanismo es racional
- El humanismo apoya la democracia y los derechos humanos
- El humanismo insiste en que la libertad individual debe ser combinada con la responsabilidad social
- El humanismo es una respuesta a la demanda existente a las religiones dogmáticas.
- El humanismo valora la creatividad artística y la imaginación y reconoce el poder transformador del arte.
- El humanismo es una filosofía de vida que promueve la mayor realización a través del cultivo de la ética y la vida creativa

La Declaración de Ámsterdam establece explícitamente que el humanismo rechaza los dogmas y no impone ningún credo entre sus miembros.